# Цигіпа Сергій Віталійович
Сергі́й Віта́лійович Цигі́па (нар. 10 серпня 1961, м. Харків, Українська РСР) — політичний в'язень, майор Збройних сил України, активіст, учасник Євромайдану, журналіст, письменник, лауреат Національної премії за захист свободи слова за 2024 рік 

## Життєпис

### Ранні роки
Народився 10 серпня 1961 року у місті Харків Української РСР. В 1978 році закінчив Новокаховську середню школу № 3. Після чого вступив до  Херсонського Державного педагогічного інституту, який закінчив в 1982 році за спеціальністю «вчитель російської мови та літератури». В 1989 році закінчив вищу школу КДБ СРСР ім. Дзержинського в м. Москва, спеціальність — «оперативно-пошукова діяльність зі знанням португальської мови». 2001-го року закінчив Державну Академію керівних кадрів Міністерства культури України за спеціальністю «політичний менеджер».

### Військова служба
- 1983—1984 — строкова служба в Радянській армії, в/ пп 41476, окрема радіотехнічна бригада ОСНФЗ, Группа Радянських військ в Германії (ГРВГ, пізніше — ЗГВ, сержант, лейтенант)
- 1987—1992 рр. служба у КДБ СРСР, СБУ
- 1997—1999 рр. — Каховський міжрайвідділ податкової поліції, старший уповноважений
- 2015—2017 рр. — від початку військових дій на Донбасі добровільно пішов у ЗСУ в 6 «хвилю» мобілізації; службу проходив у 8-му полку спецпідрозділу Сил спецоперацій (ССО).

### Переслідування російською владою
Від початку повномасштабного вторгнення російських військ в Україну Сергій знаходився на окупованій території в м. Нова Каховка Херсонської області. 12 березня 2022 року між Новою Каховкою і Таврійськом Сергія Цигіпу затримали російські військові. Це трапилося після того, як окупанти перевірили телефон Сергія на наявність проукраїнських публікацій, фотографій і повідомлень представникам ЗСУ.
Викрадений 13 березня журналіст Олег Батурін після звільнення розповів, що під час утримання у будівлі Херсонської обласної державної адміністрації чув прізвище Сергія Цигіпи й звук його голосу в одному із сусідніх приміщень для допитів. У квітні 2022 року на одному з проросійських ютуб-каналів з’явився відеозапис, на якому Цигіпа, відомий активною проукраїнською позицією, розповідає про начебто «сумнівну стратегію української армії». В описі відео його представляють як «старшого офіцера командування Сил спеціальних операцій української армії, який переїхав до Росії». Тримали в ув'язненні в Херсоні, потім вивезли до Криму. Наразі він знаходиться у Сімферопольському СІЗО № 2. Зазнає катувань і знущань. У ФСБ у відповідь на інформаційний запит адвоката Сергія заявили, що «перевіряють відомості про дії, спрямовані на завдання шкоди безпеці РФ під час проведення спеціальної військової операції». 7-го серпня 2023 року Сергію Цигіпі висуното обвинувачення по ст. 276 УК РФ — «шпіонаж проти РФ» Верховним Судом Республіки Крим РФ. Під час спроби адвоката відвідати свого підзахисного Сергія Цигіпу в Сімферопольському СІЗО № 2 адміністрація закладу відмовила йому у цьому. Свої дії працівники СІЗО пояснили тим, що Цигіпа нібито відмовився від його послуг. Під час судового засідання 4 жовтня 2023 року прокурор вимагав позбавлення волі на 19 років, але після тривалого обговорення термін зменшили до 13 років. За інформацією, яку надав адвокат, останнє слово обвинуваченого на судовому процесі було незапланованим. Цигіпа сказав наступне:

| “Я громадянин України. Я люблю свою країну, свій народ. Ви викрали мене із моєї країни. Я робив те, що вважаю за потрібне! Так, я висвітлював події, які відбувалися у нас у місті, бо я журналіст і не міг за цим мовчки спостерігати. Про те, що ви оголосили СВО, я дізнався через півроку, вже в Криму. Мені байдуже, скільки ви мені дасте – два роки чи двадцять. Я розумію, що це для вас показова справа, ви намагаєтеся залякати людей. Вільною людиною я стану лише тоді, коли сюди прийде ЗСУ” |
| — Сергій Цигіпа |

13 лютого 2024 року Апеляційний Суд залишив вирок без змін
8 квітня 2024 року Сергія Цигіпу етапували із Сімферопольського СІЗО тимчасово окупованої території України до РФ.
27 березня 2025 року Верховний Суд РФ в Москві залишив вирок - 13 років колонії суворого режиму без змін

## Політична діяльність
Депутат Новокаховської міської Ради трьох скликань — 1998, 2002, 2006.
1998—2002 — помічник народного депутата України Омельченка Григорія Омеляновича.
2004 — активний учасник Майдану в м. Нова Каховка та м. Київ.
2013—2014 — учасник «Інформаційної сотні Майдану», задачею було висвітлення подій під час «Євромайдану». Авторський фоторепортаж протягом 100 днів став основою сайту «Майданопису».
2019 — під час президентської компанії працював у передвиборчому штабі Сергія Григоровича Кривоноса, висунутого кандидатом у президенти політичною партією «Воїни АТО», м. Київ.
2019 — автор політичного проєкту «Команда Дніпра» та керівник передвиборчого штабу під час виборів у Верховну Раду м. Дніпро.
2020 — керівник передвиборчого штабу «Команда Дніпра» на виборах у місцеві органи самоврядування, м. Дніпро.
Кандидат у народні депутати України по Новокаховському виборчому округу Херсонської області 1994, 2002, 2014 рр.

## Авторські проєкти
1986—1995, 2006, 2011 — організатор першого в Україні рок-фестивалю «Рок-н-рол Таврійський» (до 1990 — «Рок — Серпень») в м. Нова Каховка.
1992 — організатор проєкту, виконавчий директор міжнародного фестивалю «Таврійські ігри», м. Каховка та м. Нова Каховка Херсонської області.
1993 — організатор фестивалю авторської пісні «Гітара по колу», м. Нова Каховка.
2007 — ініціатор створення та керівник Творчого об'єднання «Каховський плацдарм».
2010, 2014, 2015 рр. — організатор фестивалю «Каховський плацдарм», м. Нова Каховка. У 2015 р. Фестиваль організований спільно з телеканалом ICTV.
2023 — розробив проєкт «Всесвітнє Віче українців — 2024», який пропонується реалізувати 23—24 серпня 2024 р. у м. Київ.

## Журналістська діяльність
Член Національної спілки журналістів України (НСЖУ). Почав публікуватися у 1978 р. У газетах «Нова Каховка», «Ленінський прапор», з 1992 р. — «Новий День».
- 1999 — публікації у виданні «Свободный взгляд» Опублікував перше журналістське розслідування "Куда утекают «зернодоллары — Херсонщины»", яке було також опубліковане у центральних виданнях ЗМІ.
- 1999 —2002 — автор та ведучий телепроєкту «Депутатская гостинная».
- 2000 — обіймав посаду заступника редактора щотижневика «Телекритика», «Зеркало недели». 2007—2009 рр. — керівник бюро журналістських розслідувань «Каховский плацдарм», «БОМБА!»
- 2008 — на журналіста розслідувань Сергія Цигіпу у м. Нова Каховка було здійснено замах, в результаті якого він з важкими травмами був доставлений у лікарню(сюжет про замах був на телебаченні)[12].
- 2010—2013 — заступник генерального директора інформаційного агентства «News 24.ua», м. Київ.
- 2020—2022 — журналіст-фрілансер.

### Список видань (хронологічно)
- «Рок-н-ролл Таврический» (1992), електронна версія[13]
- «Белая змея, или Город без головы» (2001)
- «Украина: Час пик, или четыре нокдауна Виктора Януковича»[14] (2005)
- «Байки Sмутного времени» (2010)
- «Блокнот интеллектуального анархиста: Каховский плацдарм»[15] (2012)
- «Майданопись» (2015 в електорнному варіанті)[16]

## Відзнаки
- Лауреат регіонального конкурсу на краще журналістське розслідування, Херсонська область(2007)
- Дипломант всеукраїнського конкурсу на краще журналістське розслідування(2008)
- Рукопис «Байки Sмутного времени» увійшов до шорт-лист всеукраїнського літературного конкурсу та кращий короткий роман(2008)
- Лауреат міжнародного літературного конкурсу «Премія М. Гоголя» (Санкт-Петербург, Росія) в номінації "Кращий сатиричний твір за казково політичну трилогію «Байки Sмутного времени»(2010)"
- Лауреат Всеукраїнського конкурсу авторської пісні «Пісні народжені в АТО», м. Дніпро, пісня «Старобранці пішли на війну»(2019)

На вірші Сергія Цигіпи написані пісні таких гуртів як Гурт «Сад» — «Каховський плацдарм», «За нас Україна!», «Шалене життя», «Білим по білому» Гурт «Скіфи» — «Самый серый в мире дождь» Володимир Лихварь — «Заграница», «Игры без границ».

## Міжнародна діяльність
- 1992—1996 — входив в Асоціацію малих міст Європи, як представник Нової Каховки, Україна. Учасник міжнародних конференцій Асоціації малих міст Європи.
- 1992 р. — Прага, Чехія
- 1993 — Вільнюс, Литва
- 1996 — Браун-Швейг, Німеччина
- 2001 р. — учасник проєкту «From Nova Kahovka wit love», Велика Британія, м. Гейтсхед
- 2002 р. — учасник програми «Партнерство громад США — Україна», стажування в США.
- 2019 — учасник міжнародного форуму «Східноєвропейське партнерство» у складі делегації від «Команди Дніпра», м. Люблін, Польща

## Родина
- Батько — Цигіпа Віталій Олексійович (1936—2014)
- Мати — Цигіпа (Вяткіна) Веліна Володимирівна, 1942 р.н., пенсіонерка, суддя Національної категорії по стрільбі з луку.
- Дружина — Цигіпа (Новицька) Олена Михайлівна
- Діти — Цигіпа Катерина (1986), Цигіпа Дар'я (1990), Новицький Захар (2009)
- Онуки — Цигіпа Максим (2007), Цигіпа Мілана (2010), Цигіпа Аделіна (2013)